# Claire Wallace

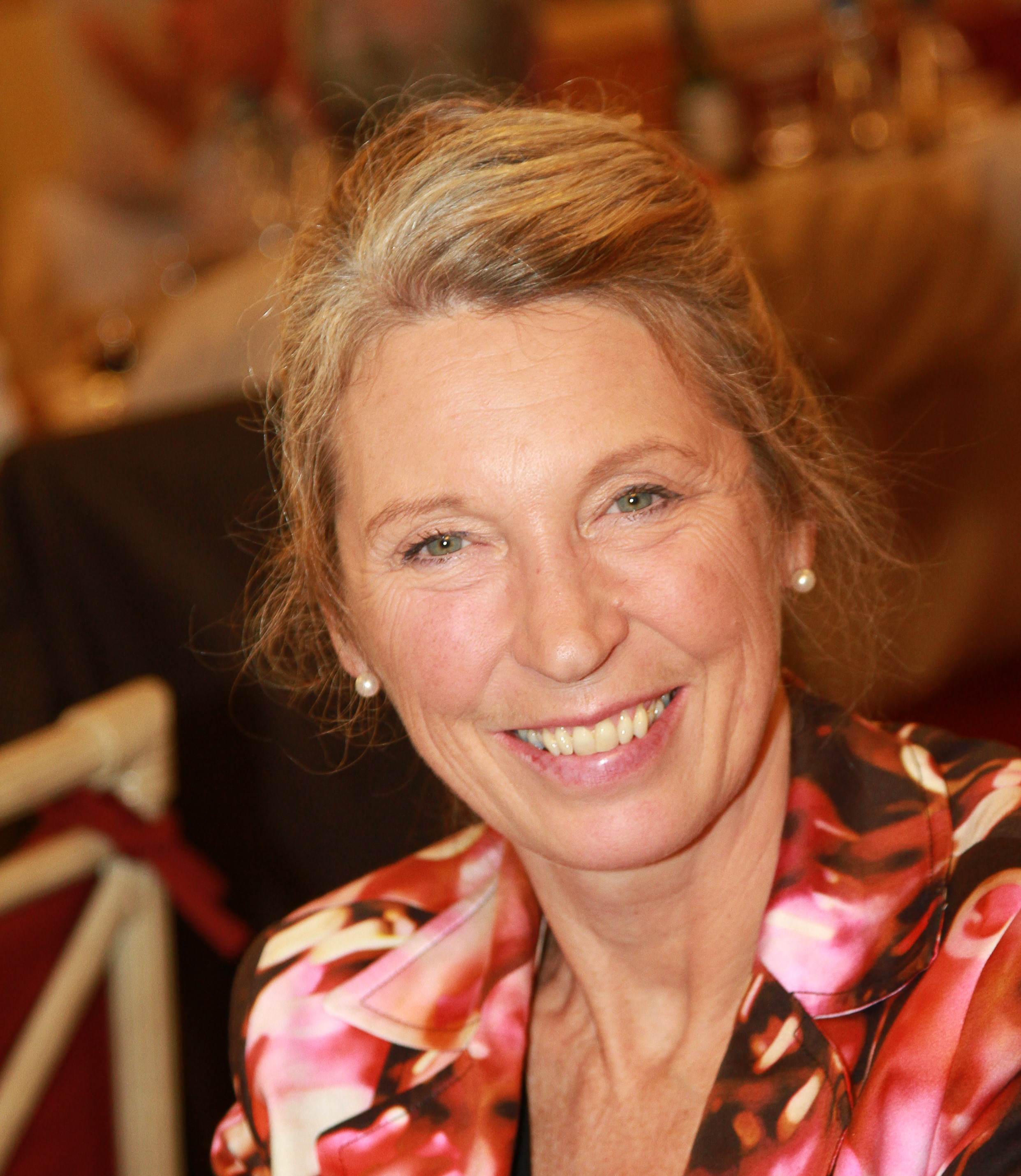
Claire Wallace

Claire Wallace (* 1956) ist eine britische Soziologin, die als Professorin an der schottischen University of Aberdeen lehrt und forscht. Von 2007 bis 2009 amtierte sie als Präsidentin der European Sociological Association.
Wallace machte ihren Bachelor-Abschluss an der University of Kent, wo sie auch zur Ph.D. promoviert wurde. Danach lehrte sie erst an britischen Hochschulen und half dann beim Aufbau des Fachbereichs Soziologie an der Central European University in Prag. Anschließend wechselte sie an das Institut für Höhere Studien in Wien, wo sie die soziologische Abteilung leitete. Seit 2008 ist sie an der University of Aberdeen.
Wallace gehört dem Beirat der Österreichischen Zeitschrift für Soziologie an.

## Schriften (Auswahl)
- Mit Claire Wallace und Roger Sapsford: The decent society. Planning for social quality. Routledge, Taylor & Francis Group, London/New York 2016, ISBN 978-1-138-90933-5.
- Mit Pamela Abbott und Melissa Tyler: An introduction to sociology. Feminist perspectives. 3. Auflage, Routledge, London/New York 2005, ISBN 0-415-31258-2.
- Mit Sijka Kovatcheva: Youth in society. The construction and deconstruction of youth in East and West Europe. St. Martin’s Press, New York 1998, ISBN 0-312-21551-7.
- Mit Gill Jones: Youth, family, and citizenship. Open University Press, Buckingham/Philadelphia 1992, ISBN 0-335-09299-3.